# Ikeda Yōson
Ikeda Yōson (japanisch 池田 遙邨, eigentlicher Vorname Shōichi (昇一); geb. 1. November 1895, in der Präfektur Okayama; gest. 26. September 1988) war ein japanischer Maler der Nihonga-Richtung  der Taishō- und Shōwa-Zeit.

## Leben und Werk
Ikeda Yōson begann 1912 Malerei unter Matsubara Sangorō (1864–1946) zu studieren. Drei Jahre später gewann er 1915 auf der 5. Ausstellung des Kultusministeriums einen Preis. 1918 wechselte er zur Nihonga-Malerei und wurde Schüler von Takeuchi Seihō. Im selben Jahr gewann er einen Preis auf der ersten „Teiten“. Danach schrieb er sich in der Städtischen Kunsthochschule Kyōto (京都市立絵画専門学校, Kyōto shiritsu semmon gakkō) ein, an der er 1924 seinen Abschluss machte. Anschließend arbeitete er als Forscher auf dem Gebiet der Kunst.
1928 fand er Beachtung für seine Skizzen, die er zu Fuß entlang der Tōkaidō, der alten Landstraße zwischen Tōkyō und Kyōto, anfertigte. Sein im selben Jahr auf der 9. Teiten-Ausstellung eingereichtes Bild „Osaka im Schnee“ (雪の大阪, Yuki no Ōsaka) erhielt eine größere Auszeichnung, der eine weitere Auszeichnung im nächsten Jahr folgte. Damit hatte er sich als einer der wichtigsten Maler seiner Generation etabliert. – Danach stellte Ikeda weiter auf der Teiten, Shi-Bunten und Nitten aus und galt, zusammen mit Kanashima Keika (1892–1974) und Tokuoka Shinsen (1896–1972), als einer der drei Großen der Chikujō-kai (竹杖会), der privaten Ausbildungsstätte Takeuchis.
Ikedas besonderer Stil schloss Elemente des Holzschnitts sowie der Malerei im Yamato-e- als auch im Nanga-Stil ein, womit er etwas gestaltete, was man „fantastische, geistige Landschaften“ nennen könnte. Er gewann 1959 den Preis der Japanischen Akademie der Künste und wurde 1976 Mitglied der Akademie. 1984 wurde er als Person mit besonderen kulturellen Verdiensten ausgezeichnet, 1986 wurde er Ehrenbürger der Stadt Kurashiki und 1987 erhielt er den Kulturorden.